# فرانک لیمن
فرانک لیمن (انگلیسی: Frank Lehmann؛ زادهٔ ۲۹ آوریل ۱۹۸۹) بازیکن فوتبال اهل آلمان است.
از باشگاه‌هایی که در آن بازی کرده‌است می‌توان به باشگاه فوتبال انرژی کوتبوس، باشگاه فوتبال اسنابروک، و باشگاه فوتبال هایدنهایم اشاره کرد.
وی همچنین در تیم ملی فوتبال جوانان آلمان بازی کرده‌است.